# Wydawnictwo Naukowe PWN
Wydawnictwo Naukowe PWN (WN PWN), w latach 1951–1991 Państwowe Wydawnictwo Naukowe (PWN) – polskie wydawnictwo naukowe założone w 1951 w Warszawie jako Państwowe Wydawnictwo Naukowe.

## Historia

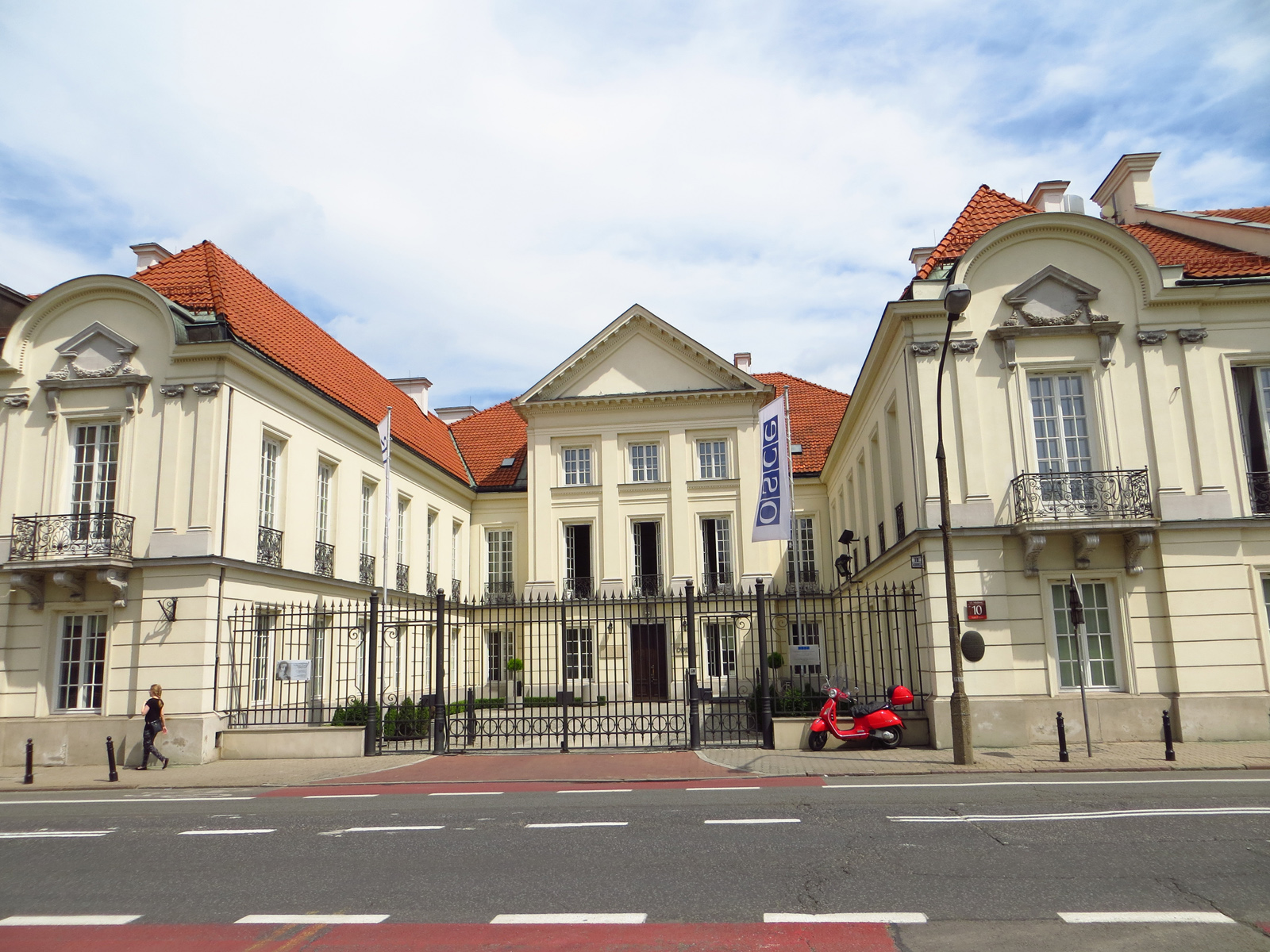
Pałac Młodziejowskiego w Warszawie, gdzie w latach 1957–2009 mieściła się siedziba Wydawnictwa

Nową instytucję utworzono przez wydzielenie z Państwowych Zakładów Wydawnictw Szkolnych (PZWS). Pierwszym dyrektorem PWN był od 1951 do 1953 Tadeusz Zabłudowski. Nazwa Państwowe Wydawnictwo Naukowe była używana do 1991, kiedy to wydawnictwo zostało sprywatyzowane. W następstwie prywatyzacji, w 1992 r. większościowym udziałowcem spółki została międzynarodowa grupa inwestorów – Luxembourg Cambridge Holding Group (LCHG). W wyniku kolejnych przekształceń, w listopadzie 1997 r. firma uzyskała status spółki akcyjnej i przyjęła swą aktualną nazwę: Wydawnictwo Naukowe PWN SA. W kolejnych latach wydawnictwo stworzyło grupę kapitałową spółek wydawniczych i dystrybucyjnych. Wydawnictwo Naukowe PWN stanowi obecnie jednostkę dominującą grupy kapitałowej PWN, w skład której wchodzi kilkanaście przedsiębiorstw, głównie wydawnictw.
1 kwietnia 2022 doszło do przejęcia przez spółkę Wydawnictwo Naukowe PWN SA spółek Wydawnictwo Szkolne PWN sp. z o.o. oraz PZWL Wydawnictwo Lekarskie sp. z o.o.

### Siedziba
W latach 1952–1957 siedziba Państwowego Wydawnictwa Naukowego mieściła się w kamienicy Roeslera i Hurtiga, a w latach 1957–2009 w pałacu Młodziejowskiego (pałacu Morsztynów). Na początku 2013, po przejściowym ulokowaniu przy ul. Postępu 18, WN PWN przeniosło się do biurowca Libra Business Centre przy ul. Gottlieba Daimlera 2.

## Działalność wydawnicza
Wydawnictwo Naukowe PWN jest wydawcą:
- encyklopedii
- słowników polskojęzycznych
- słowników obcojęzycznych
- literatury naukowej, popularnonaukowej, w tym podręczników akademickich.

Ważniejsze pozycje wydawnicze:
- Wielka encyklopedia powszechna PWN (1962–1970)
- Encyklopedia popularna PWN (systematycznie aktualizowania, 30. wydanie miało miejsce w 2002)
- Nowa encyklopedia powszechna PWN (6 tomów z suplementem, wydaniem cyfrowym na 4 CD-ROM-ach lub jednej płycie DVD, oraz rocznikami 2001, 2002)
- Wielka encyklopedia PWN (2001–2005) (30 tomów + suplement, 140 tys. haseł)[9]
- Internetowa encyklopedia PWN
- Biblioteka Klasyków Psychologii – książkowa seria wydawnicza
- Biblioteka Współczesnych Filozofów – książkowa seria wydawnicza
- Biblioteka Klasyków Filozofii – książkowa seria wydawnicza unikatowa na skalę światową
- Wybrane Teksty z Historii Filozofii – książkowa seria wydawnicza.